# سيد محمد
سيد محمد (3 يونيو 1983 في الهند - ) هو لاعب كريكت هندي. لعب مع رويال تشالنجرز بنغالور وAssam cricket team ‏ وChennai Superstars ‏ وTamil Nadu cricket team ‏.

## وصلات خارجية
- سيد محمد على موقع إي آس بي آن كريك إنفو (الإنجليزية)